# Communauté de communes du Carmausin
Pour les articles homonymes, voir 3C.
La communauté de communes du Carmausin  (3C) est une ancienne communauté de communes française, située dans le département du Tarn.

## Historique
Au 1er janvier 2014, elle a fusionné avec la Communauté de communes Ségala-Carmausin pour former la Communauté de communes du Carmausin - Ségala-Carmausin.

## Composition
La communauté de communes du Carmausin, appelée aussi " 3C " regroupe 3 communes : 
| Nom                     | Code Insee | Gentilé     | Superficie (km2) | Population (dernière pop. légale) | Densité (hab./km2) |
| ----------------------- | ---------- | ----------- | ---------------- | --------------------------------- | ------------------ |
| Carmaux (siège)         | 81060      | Carmausins  | 14,16            | 9 542 (2014)                      | 674                |
| Blaye-les-Mines         | 81033      |             | 8,88             | 3 061 (2014)                      | 345                |
| Saint-Benoît-de-Carmaux | 81244      | Bénédictins | 4,49             | 2 159 (2014)                      | 481                |

## Compétences
Aménagement du territoire
Élaboration, approbation, suivi, révision d'un schéma de cohérence territoriale (SCOT),
Zones d'aménagement concerté d'intérêt communautaire.
Développement économique
Zones d'activités économiques d'intérêt communautaire,
En matière touristique : création et gestion de structures dont le thème fédérateur est le verre.
Politique de la Ville (CUCS)
Habitat et cadre de vie.
Politique petite enfance, enfance, jeunesse.
Prévention de la délinquance.
La santé (Atelier Santé Ville).
Insertion et accès à l'emploi (PLIE).
Action sociale : réussite éducative (loi Borloo), logements temporaires.
Collecte sélective des déchets ménagers
Voirie d'intérêt communautaire
Liaison entre l'échangeur de la Vayssonnié (2x2 voies) et Carmaux jusqu'au pont dit de "Solages".
Premier aménagement de l'avenue Léon Blum à St Benoit de Carmaux.
Giratoire au carrefour de la Croix du Marquis à Carmaux.
Équipement sportif et culturel
Le Musée du verre, 
le cinéma : Le Lido, 
le pôle piscine,
les gymnases du Domaine de la Verrerie.
Secours et lutte contre l'incendie
Participation aux investissements et au fonctionnement de service incendie
par le biais du SDIS (Service Départemental d'Incendie et de Secours).

## Historique
Les trois communes (Blaye-Les-Mines, Carmaux et Saint-Benoît-de-Carmaux) sont réunies autour d’un projet solidaire et ambitieux, bâti sur une volonté et une obligation de construire ensemble. 
Sur le territoire de la 3C, l’intercommunalité est née en 1964 avec la création du district urbain de Carmaux réunissant pour la première fois les communes de Carmaux, Blaye-les-Mines et Saint-Benoît-de-Carmaux pour la construction du lycée. Au fil des années les compétences et les statuts de cette alliance ont évolué.

## Évolution des compétences
À la création de la structure les compétences de l'intercommunalité sont : 
– l’enseignement du second degré : transfert à la région et au département en 1986 ;
– le Secours et la lutte contre l’incendie transféré au SDIS du Tarn en 2001 ;
– gestion du Domaine de la Verrerie : centre de loisirs, camping, Cepacim (ancien musée de la mine) et équipements sportifs ;
– les piscines d’été et d’hiver.
En 1992, le district urbain de Carmaux reprend les installations du Cinéma, l’actuel LIDO, modernise les équipements et en confie la gestion à une société d’exploitation professionnelle. 
En 1994, l’intercommunalité connaît un nouvel essor avec la signature du premier Contrat de Ville rebaptisé Contrat urbain de cohésion sociale. Puis la loi du 12 juillet 1999 a transformé les districts en communautés de communes : c’est le 1er janvier 2002 que le DUC devient officiellement la communauté de communes du Carmausin. 
En 2003, la 3C fait évoluer sa fiscalité pour passer au régime de la taxe professionnelle unique (TPU), ce qui présente un intérêt double : d’une part, la fiscalité est harmonisée sur le territoire et, d’autre part, le périmètre de solidarité est renforcé puisque tout esprit de rivalité entre les communes quant à l’implantation des entreprises sur le territoire n’a plus lieu d’exister. 
Enfin en 2004, la compétence collecte des ordures ménagères / tri sélectif est totalement reprise par la 3C avec le transfert d’une partie du personnel des communes affecté à la collecte des déchets ménagers. 